# Bioetanol

Estructura de l'etanol

El bioetanol és un compost químic que s'obté a partir de la fermentació dels sucres d'algunes espècies vegetals. El bioetanol s'empra com a combustible líquid en alguns vehicles motoritzats, bàsicament com a agrocombustible additiu de la gasolina.

## Matèries primeres

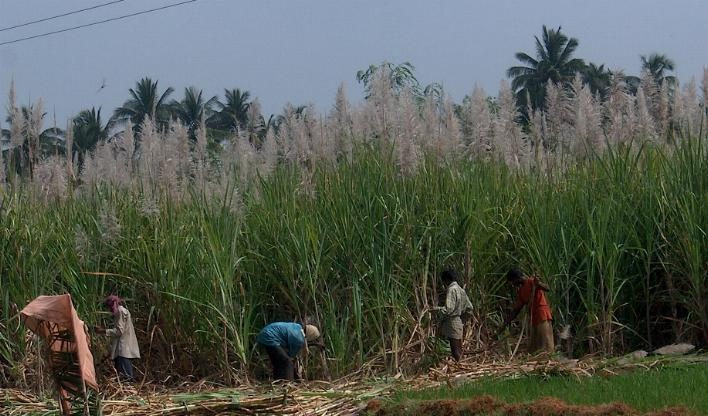
Plantació de canya de sucre

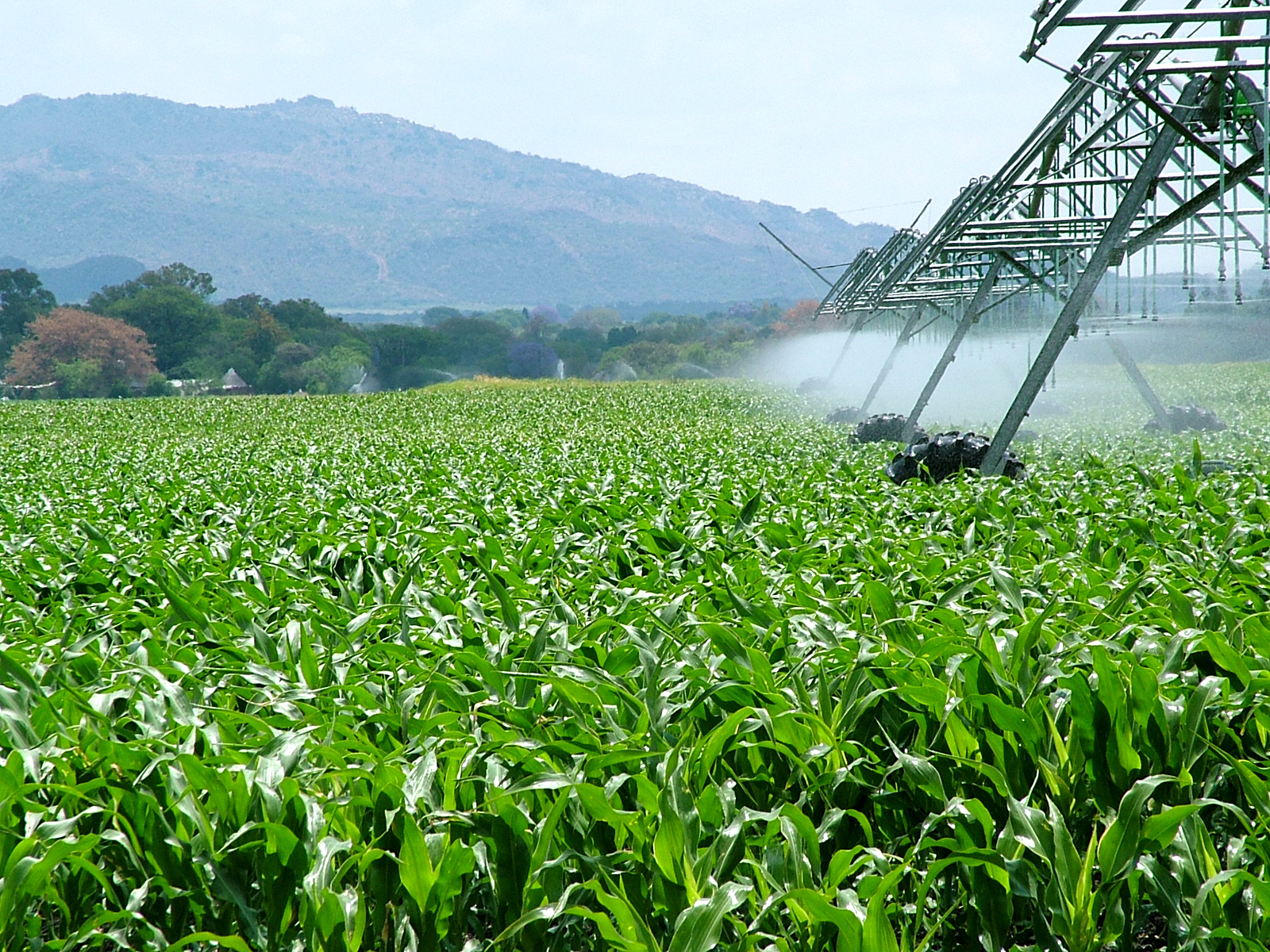
Plantació de blat a Sud-àfrica

El bioetanol és considerat una font d'energia renovable, ja que es parteix de compostos generats per espècies vegetals mitjançant la fotosíntesi (glucosa, C₆H₁₂O₆), un procés que empra l'energia inesgotable de la llum solar:
6 CO₂ + 6 H₂O + llum → C₆H₁₂O₆ + 6 O₂
Per a l'obtenció del bioetanol s'utilitzen principalment tres famílies de productes:
- Matèries primeres amb un alt contingut en sacarosa, principalment, la remolatxa i la canya de sucre.
- Matèries primeres amb un alt contingut en midó, cereals com el blat, el blat de moro o l'ordi.
- Matèries primeres amb un alt contingut en cel·lulosa, com la fusta provinent d'arbres com l'om o el faig, o bé de residus agrícoles i forestals, així com de residus sòlids urbans.

### Condicionament de les matèries primeres
Tot i que, prèviament a la fermentació dels sucres, les espècies que constitueixen el primer grup de matèries primeres, se sotmeten tan sols a un procés de trituració i filtració, els processos de condicionament per a les matèries primeres del segon i tercer grup són més complexos. Tant el midó com la cel·lulosa que les constitueixen són polisacàrids i per tant, requereixen una sèrie de tractaments previs per tal d'obtenir els sucres que els constitueixen (bàsicament glucosa):

#### Obtenció dels sucres a partir de les espècies amb un alt contingut en midó
Molta humida (wet milling process)El procés s'inicia amb l'assecat de les matèries primeres i l'eliminació d'impureses. Seguidament, els grans de cereal s'introdueixen en grans tancs amb una solució aquosa que conté petites traces de diòxid de sofre i àcid làctic; aquests dos productes químics, en aigua a una temperatura d'uns 50 °C, ajuden a estovar el gra per tal de facilitar-ne la trituració, en un procés que pot durar entre un i dos dies. Durant aquest període, els grans del cereal s'inflen i s'estoven i a causa de les condicions lleugerament àcides que proporciona el diòxid de sofre, s'allibera el midó del cereal. Posteriorment, es duu a terme la molta del cereal estovat per tal d'obtenir separadament el gèrmen, la fècula i la fibra. La mescla obtinguda es passa per un separador, que principalment, aconsegueix que el gèrmen dels grans floti (tenen un alt contingut en olis vegetals) i se situï a la part superior de la mescla. D'aquesta manera se separa el gèrmen de la fibra i la fècula del cereal. Amb el gèrmen s'obté oli i la fècula i la fibra se centrifuguen per tal d'obtenir el midó.
Aquesta tecnologia s'aplica en plantes amb grans produccions de bioetanol.
- Molta seca (dry milling process):

Aquest procés consisteix a netejar i moldre els grans de cereal fins a reduir-los a fines partícules mitjançant un sistema mecànic, obtenint una farina amb el gèrmen, la fècula i la fibra del cereal.
Aquesta tecnologia s'aplica en petites i mitjanes plantes de producció de bioetanol.
El midó obtingut en els processos descrits anteriorment, s'hidrolitza mitjançant enzims (hidròlisi enzimàtica) o amb dissolucions àcides (hidròlisi àcida) i se sotmet a un tractament tèrmic a una temperatura entre 120 i 150 °C per tal d'obtenir-ne els sucres (sacarificació), que són dirigits als reactors de fermentació.

#### Obtenció dels sucres a partir de les espècies amb un alt contingut en cel·lulosa
Així com en el cas anterior, la cel·lulosa tampoc es pot fermentar directament i l'obtenció de sucres a partir de la macromolècula és un procés complex. Les complexes estructures de la cel·lulosa (cel·lulosa, hemicel·lulosa i lignina), són dividides (cel·lulòlisi) mitjançant diversos procediments per tal d'aconseguir una solució ensucrada i eliminar subproductes provinents de la descomposició dels monosacàrids que podrien inhibir o dificultar el procés de fermentació posterior.
Primerament, cal pre-tractar la matèria vegetal per tal que la cel·lulosa pugui ser hidrolitzada. Aquest pretractament pot consistir en una combinació de trituració, piròlisi i atac amb àcids i altres substàncies. Principalment, es realitzen hidròlisis amb àcids concentrats a baixes temperatures, amb àcids diluïts a altes temperatures o hidròlisis enzimàtiques. L'augment de la complexitat dels tractaments previs a la fermentació pels diferents tipus de matèries primeres expliquen perquè l'obtenció de bioetanol té uns rendiments tan alts pel primer grup, tan mediocre pel segon i tant baix per l'últim.

## Producció
El procés de producció del bioetanol s'inicia amb la fermentació microbiana dels sucres que conté la matèria orgànica de les substàncies esmentades anteriorment. Posteriorment, es destil·la el producte de la fermentació obtenint l'alcohol hidratat, amb un contingut aproximat d'aigua de 5%. Un cop deshidratat ja es pot utilitzar com a combustible:

### Fermentació del sucre

Fermentació alcohòlica

La glucosa i sacarosa provinents de la matèria orgànica de les matèries primeres emprades per a la producció són fermentades mitjançant llevats. El llevat conté un enzim invertasa que actua com a catalitzador de la reacció de conversió de la sacarosa (en el cas del primer grup de matèries primeres) a glucosa i fructosa (ambdós C₆H₁₂O₆):
C₁₂H22O11 + H₂O → C₆H₁₂O₆ + C₆H₁₂O₆
Seguidament, la glucosa i la fructosa reaccionen amb un segon enzim anomenat zimasa que també és present al llevat i que transforma els dos sucres en etanol (C₂H₅OH) en una reacció en la qual s'allibera diòxid de carboni (CO₂):
C₆H₁₂O₆ → 2C₂H₅OH + 2CO₂↑

### Purificació
L'alcohol produït durant la fermentació conté una part significativa d'aigua que cal eliminar per poder obtenir el combustible com a tal. Per fer-ho es destil·la el producte. L'etanol hidratat, a diferència de l'anhidre, no és miscible amb la gasolina en totes les proporcions i és per això que s'acostuma a sotmetre a un tractament de deshidratació.

### Deshidratació de l'etanol hidratat
L'objectiu d'aquest tractament és eliminar l'aigua de l'azeòtrop aigua-etanol. Hi ha diversos mètodes útils per a dur a terme aquest procediment, dos dels quals són:
- La destil·lació azeotròpica, que consisteix a afegir benzè o ciclohexà a la mescla per a heterogeneïtzar-la i permetre la recuperació del bioetanolanhidre.

- La destil·lació d'extracció, que consisteix a afegir a la mescla azeotròpica un tercer component que augmenti la volatilitat de l'etanol. Quan aquesta mescla ternària es destil·la s'obté el bioetanolanhidre.

- Ús de tamisos moleculars: Amb l'objectiu d'estalviar energia s'han evaporat nous mètodes en els quals s'intenta evitar la primera destil·lació de l'etanol provinent de la fermentació i dur a terme directament la deshidratació. Actualment, la majoria de plantes dedicades a la producció de bioetanol empren un procés que consisteix en la deshidratació de l'etanol hidratat mitjançant un tamís molecular format per unes perles amb uns porus de la grandària de les molècules d'aigua. Es fa passar el bioetanolhidratat per diversos tamisos i l'aigua queda retinguda obtenint el producte deshidratat.

La tendència de producció de bioetanol a escala mundial descriu un comportament ascendent, fet que suposa una demanda de mercat igualment positiva. Aquest comportament es podria atribuir a la necessitat internacional de substituir els combustibles tradicionals, a causa de les successives crisis que es donen en aquest sector. D'acord amb les estadístiques internacionals, Brasil, els Estats Units i Indonèsia, encapçalen la llista de principals productors de bioetanol a escala mundial.

## El bioetanol com a combustible

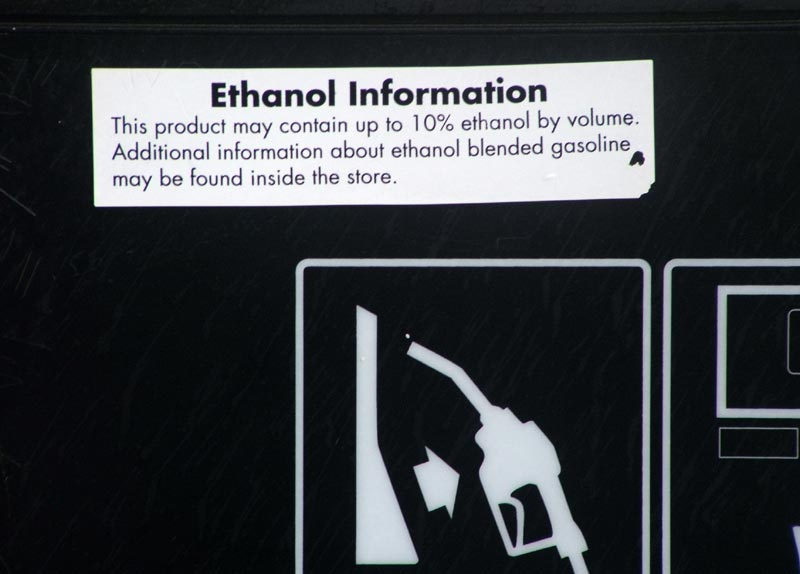
Panell informatiu en un sortidor de gasolina amb etanol (10%) a Califòrnia

Històricament, el primer vehicle que es va dissenyar per l'ús d'etanol com a combustible va ser una variant del Model T de Henry Ford, que estava pensat per ser emprat a granges, de manera que els seus amos poguessin produir el combustible a partir de plantacions de blat. Posteriorment, es va desenvolupar el Model A, que podia utilitzar tant etanol com gasolina.
Els motors d'ignició poden funcionar amb mescles de fins al 25% d'alcohol deshidratat sense que siguin necessàries modificacions en el motor, això no obstant, el seu rendiment varia respecte al combustible convencional: reducció de la potència, augment del consum, augment de la corrosió de les peces metàl·liques i gomes (cautxú) del motor.
Actualment, per tal que els vehicles amb motors d'explosió puguin funcionar amb etanol són necessàries una sèrie de modificacions, que inclouen el dipòsit, les conduccions dels combustibles, els injectors, el sistema informàtic de gestió del motor i el sistema anti-sifó. Durant els últims anys, s'han desenvolupat una sèrie d'automòbils capaços de funcionar tant amb gasolina com amb etanol, com amb una mescla dels dos. S'anomenen vehicles de combustible flexible (Flexible Fuel Vehicles) i disposen d'un sensor que detecta la relació etanol/gasolina i, en funció de la mescla, ajusten la carburació del motor.
El consum d'etanol (E100) és aproximadament un 51% major que per la gasolina, ja que l'energia per unitat de volum que genera l'etanol és un 34% menor que la que aporta el mateix volum de gasolina. Tot i això el bioetanol i l'etanol com a combustibles únics són emprats, principalment a Brasil i Argentina. El seu ús a temperatures inferiors a 15 °C pot donar lloc a problemes en el procés d'ignició i per solucionar-ho, el mètode més comú és afegir una petita quantitat de gasolina. A partir d'aquí, s'han anat desenvolupant els combustibles mixtos, a partir d'etanol i gasolina; La mescla més emprada és la composta per un 85% d'etanol i un 15% de gasolina, que adopta el nom E85.

### El bioetanol com additiu de les gasolines: aparició de l'ETBE
Una altra alternativa per l'ús del bioetanol com a combustible és transformar-lo per a la seva aplicació com additiu en les gasolines, en comptes de ser el seu substitut. Amb la introducció de les gasolines sense plom, necessàries per a disminuir les emissions nocives a l'atmosfera, es va veure afectat l'octanatge del combustible.
Per a recuperar-lo sense augmentar les emissions es van incorporar additius oxigenants tals com el metanol, l'etanol, l'alcohol de tert-butil (TBA), el metil tert-butil éter (MTBE) o l'etil tert-butil éter (ETBE). En els últims anys el ETBE pren més importància a causa de la menor toxicitat de les seves emissions d'hidrocarburs i la seva baixa solubilitat amb l'aigua en comparació amb els altres addidtius.
L'ETBE presenta grans avantatges respecte al bioetanol i els altres additius, com són: la seva menor afinitat amb l'aigua, menor contingut en oxigen (no calen modificacions en el carburador), menor RVP (reid vapor pressure), menys emissions de diòxid de carboni i d'hidrocarburs, menor poder corrosiu, major poder calorífic, etc.
És per aquestes raons que l'ETBE s'està imposant a Europa, i a Espanya, tot l'etanol i bioetanol que es produeix per a l'automoció és convertit a ETBE mitjançant una reacció catalítica amb l'isobutè, amb una proporció (0,8:1).

### Additiu per a la millora de la ignició en motors dièsel
La mescla etanol-gasoli, més conegut com a E-Dièsel, conté fins a un 15% d'etanol. Comparat amb el dièsel normal, l'E-Dièsel redueix significativament les emissions de partícules i altres contaminants.

## Balanç energètic
Tota la biomassa, per existir, necessita com a mínim d'algun d'aquests passos: plantació, creixement, recollida, assecat, fermentació i/o combustió, i totes aquestes accions requereixen recursos i infraestructura; El total d'energia invertit en el procés de producció del bioetanol comparada amb la que s'obté en la combustió del bioetanol resultant és el balanç d'energia.
Per avaluar l'energia neta del bioetanol cal considerar quatre variables: la quantitat d'energia continguda en el producte final, la quantitat d'energia consumida directament per produir-lo, la qualitat del bioetanol resultant comparat amb la gasolina refinada i l'energia consumida indirectament per fer la planta de producció.
La revista National Geographic va presentar un estudi que avaluava els balanços energètics per a la producció de bioetanol a partir de diferents matèries primeres a diferents països: Per produir 1,3 unitats de bioetanol a partir de blat als Estats Units cal 1 unitat d'energia provinent de combustibles fòssils. El balanç energètic per a la producció de bioetanol a partir de la canya de sucre a Brasil és més favorable amb una relació 8:1.
Els balanços energètics són molt complicats d'estimar i sovint presenten contradiccions i discordances. Tot i això, un estudi de la Universitat de California de l'any 2006, va concloure que per produir bioetanol a partir de blat es necessitava molt menys petroli que per produir gasolina.

## Contaminació

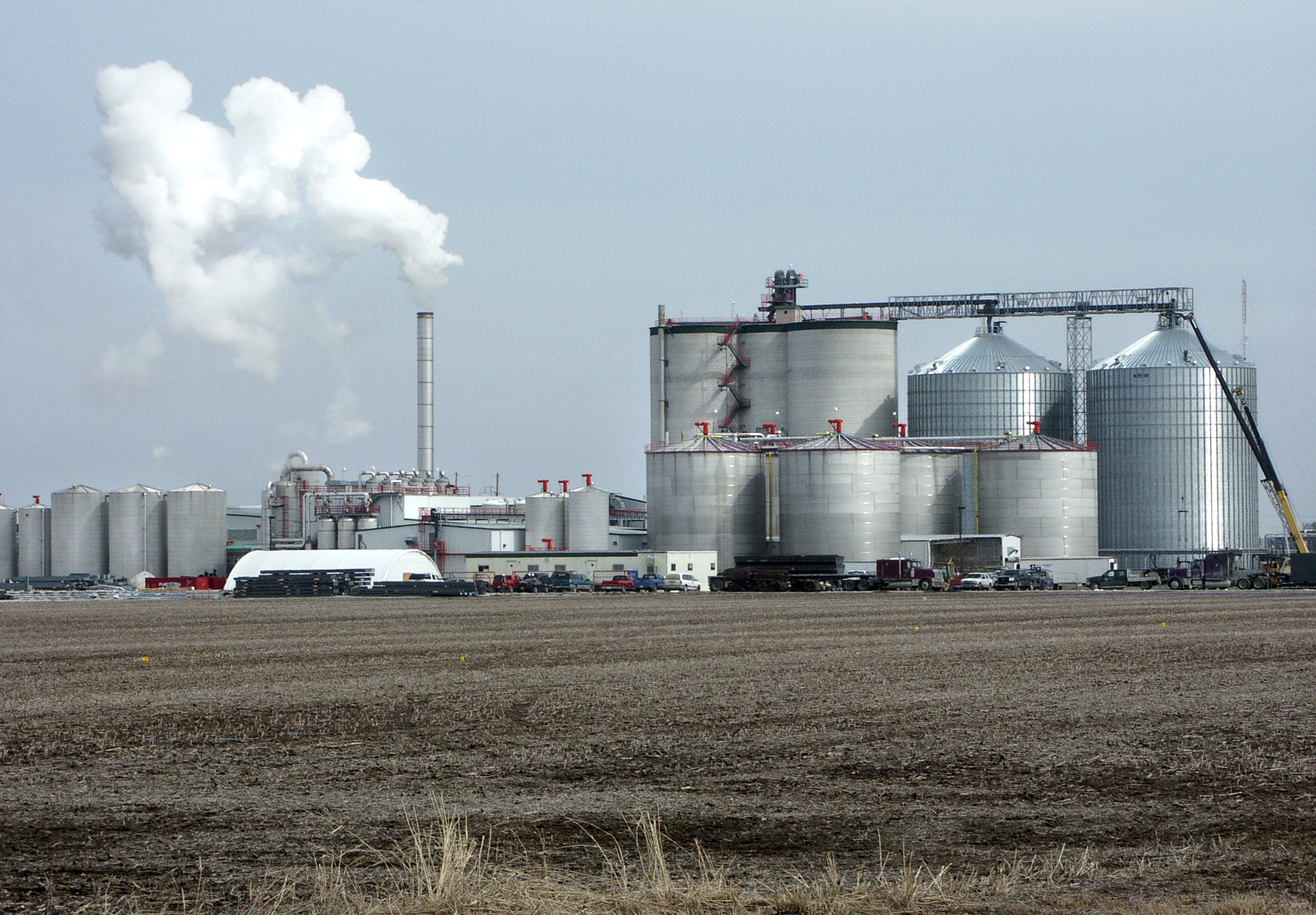
Planta de producció d'etanol a Burlington, Iowa

El diòxid de carboni (CO₂) emès durant la fermentació i la combustió del bioetanol és aprofitat per les espècies vegetals que posteriorment constituiran la biomassa. Per tant, en comparació amb la gasolina, depenent del procés de producció, el bioetanol genera menys gasos amb efecte d'hivernacle.
En relació amb les gasolines sense plom convencionals, el bioetanol combustiona sense produir partícules sòlides, generant tan sols diòxid de carboni (CO₂), aigua i una petita quantitat d'aldehids.
La gasolina produeix 2,44 kg de CO₂ per cada litre que combustiona, en canvi, la relació per al bioetanol és d'1,94. Tot i això, el bioetanol genera 2/3 de l'energia que genera el mateix volum de gasolina, i de fet, per produir la mateixa quantitat d'energia, el bioetanol genera un 19% més de CO₂.
És evident, que tota combustió pot donar lloc a espècies molt contaminants com el monòxid de carboni (CO). Tot i això, The Clean Air Act (Llei de l'Aire Net) dels Estats Units, va obligar a afegir additius oxigenants als combustibles per tal de reduir-ne les emissions. Un dels més emprats era el metil terc-butil èter (MTBE) fins que es va observar que contaminava les aigües subterrànies. És per aquest motiu que actualment, ha estat reemplaçat per l'etanol o l'etil tert-butil èter (ETBE), que és molt menys soluble en aigua.
Cal dir també, que la producció de bioetanol implica un cert grau de contaminació de l'aire atmosfèric per part de l'amoníac provinent dels fertilitzants que s'empren en les extenses plantacions de les quals s'obté la biomassa.